# NGC 6486
NGC 6486 é uma galáxia elíptica (E-S0) localizada na direcção da constelação de Hercules. Possui uma declinação de +29° 49' 07" e uma ascensão recta de 17 horas, 52 minutos e 35,2 segundos.
A galáxia NGC 6486 foi descoberta em 28 de Julho de 1880 por Édouard Jean-Marie Stephan.